# Maçons de la Creuse
Ne doit pas être confondu avec Enfants de la Creuse.

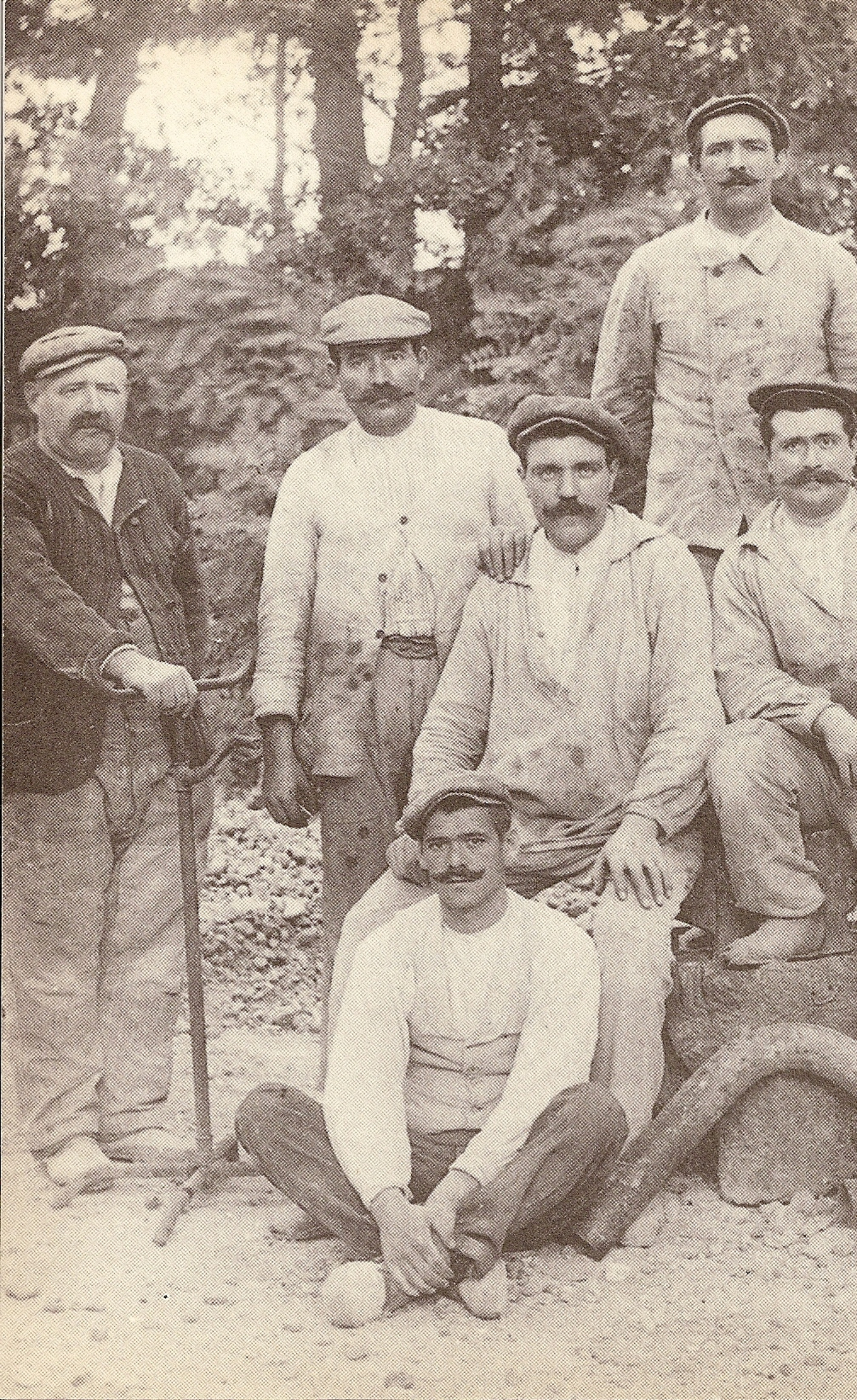

Jusqu'au début du XXe siècle, de toutes les communes du département de la Creuse, beaucoup d'hommes partaient, dès la fin du plus rude de l’hiver, vers les grandes villes de France ou les grands chantiers du bâtiment et des travaux publics pour se faire embaucher comme maçon, charpentier, couvreur, tailleur de pierres… « Maçons de la Creuse » est l'expression la plus souvent employée, car la Creuse est le département où ce phénomène migratoire fut, de loin, le plus important. Autrefois, on les appellait les « maçons marchois » car le territoire de la Creuse constituait l’ancienne province de la Marche. Mais l'on parle parfois plus largement de « maçons limousins », car le même phénomène migratoire a également concerné l'est de la Haute-Vienne (de la région de Saint-Sulpice-les-Feuilles à celle d'Eymoutiers), ainsi qu'une partie du nord de la Corrèze (sud du plateau de Millevaches) et du sud de l'Indre, selon le même principe et pour les mêmes travaux. C'est aussi pourquoi, sur les grands chantiers parisiens ou lyonnais, tous ces ouvriers étaient communément appelés « Limousins » ou encore « limousinants ». Ils ont ainsi donné leur nom à l'art de bâtir appelé limousinerie ou limousinage.
On trouve déjà traces de maçons de la Marche à la fin du Moyen Âge, par exemple à la basilique Saint-Denis. Dès le XVIe siècle, ils sont nombreux à migrer. En 1627, M. de Pompadour, lieutenant général du Limousin, envoie, à la demande de Louis XIII, des maçons creusois travailler à la construction de la Digue de Richelieu de La Rochelle. Au XIXe siècle, apogée de la « migration maçonnante » qui compte jusqu’à 35 000 hommes, ils travaillent notamment à la construction du Paris du préfet Rambuteau puis du baron Haussmann. Après la Première Guerre mondiale, la dernière génération de maçons de la Creuse travaille activement à la reconstruction des villes sinistrées comme Reims, Saint-Quentin, Soissons, Épernay ou encore Fismes.
Ayant atteint son apogée dans la seconde moitié du XIXe siècle (l'arrivée du chemin de fer favorisant la migration saisonnière), ce phénomène migratoire déclina au début du XXe siècle pour finalement disparaître durant l'entre-deux-guerres, époque à laquelle nombre d'émigrations creusoises devinrent définitives.
Les maçons de la Creuse ont acquis sur les chantiers des idées socialistes et progressistes qu'ils ont massivement diffusées dans leur région d'origine, dès le milieu du XIXe siècle. Ainsi la Creuse fut très tôt une terre de gauche largement déchristianisée et le terrain d'un communisme rural que les chercheurs étudient aujourd'hui.
Les registres officiels prouvent la grande implication des maçons de la Creuse dans différents mouvements sociaux du XIXe siècle, notamment durant la révolution de 1848 et durant la Commune de Paris (1871), épisodes au cours desquels nombre d'entre eux furent fusillés ou emprisonnés. D'après l'historien Alain Corbin, plus de 900 maçons creusois participèrent à la Commune de Paris, et environ 400 d'entre eux furent tués durant la Semaine sanglante.
À partir du XIXe siècle, l'histoire des maçons de la Creuse se lie à celle de la franc-maçonnerie, nombre d'élus et entrepreneurs locaux, anciens maçons de la Creuse, devenant francs-maçons. Le plus célèbre d'entre eux étant sans aucun doute Martin Nadaud.

## Les origines et les conséquences de l'émigration

### Les origines économiques
La Creuse, terre vallonnée, accidentée, granitique, acide et peu fertile, manque de ressources naturelles et de terres riches pour l’agriculture. De nombreuses familles vivent sur des petites exploitations agricoles qui ne leur permettent pas de subsister. Ainsi certains Creusois doivent quitter leur terre natale pour servir de main-d’œuvre sur les grands chantiers de construction, principalement dans les régions de Paris et de Lyon.
Si l'on ne peut dater le début de ce phénomène migratoire, nombre d'historiens le font remonter au Moyen-Âge. Il est par ailleurs prouvé que le phénomène était déjà très important au XVIIIe siècle.

### Les conséquences sociales et politiques
Alors que la Creuse, faute de matières premières et de capitaux, reste un département à vocation essentiellement paysanne, il se développe au sein des populations un esprit politique contestataire. En effet les conditions de travail sur les chantiers sont particulièrement difficiles, ce qui conduit, bien souvent, les maçons de la Creuse, à se syndiquer afin d'obtenir des conditions de travail acceptables.
Les maçons de retour au pays incitent souvent leurs enfants à suivre une instruction alors que la tradition et les besoins économiques les orientent plutôt vers le travail à la ferme dès leur plus jeune âge.
Martin Nadaud, le plus célèbre des maçons creusois, fut élu député. Il défend l'instauration de retraites ouvrières en 1879, de protections contre les accidents de travail, sur lesquels il intervient à plusieurs reprises (1881, 1883 et 1888) pour faire reconnaître la responsabilité de l'employeur (loi de 1898). Il demande aussi l'amnistie des Communards et se bat pour le développement d'un enseignement laïc dans chaque département, soutenant la loi du 28 mars 1882 (loi Ferry) sur l'instruction publique. Comme élu local, sa grande fierté est d'avoir obtenu la réalisation de la ligne de chemin de fer de Bourganeuf à Vieilleville, inaugurée en 1883.

### Les conséquences démographiques
Par ailleurs, initialement temporaire de mars à novembre (à cause du gel et de la neige, les grands chantiers de construction s'arrêtaient durant l'hiver) l'émigration devint souvent définitive au début du XXe siècle, ce qui favorisa le dépeuplement de la Creuse qui perdit la moitié de sa population entre 1850 et 1950. Certains maçons creusois devinrent entrepreneurs du bâtiment dans les régions de migration habituelles, tandis qu'une majorité d'entre eux s'y firent embaucher dans l'industrie et les services publics (essor du rail et des PTT), bientôt rejoints par leurs familles.

## Le voyage
Le maçon était tenu de faire viser sur son livret ouvrier son dernier congé par le maire ou son adjoint, et de faire indiquer le lieu où il se proposait de se rendre. Tout maçon qui voyageait sans être muni d’un livret ainsi visé était réputé vagabond, et pouvait être arrêté et puni comme tel.
Ce livret devait être paraphé selon les villes par un commissaire de police ou par le maire ou l’un de ses adjoints. Le premier feuillet portait le sceau de la municipalité, et contenait le nom et le prénom du maçon, son âge, le lieu de sa naissance, son signalement, la désignation de sa profession et le nom du maître chez lequel il travaillait. Le livret ouvrier comportait aussi un rappel de l'interdiction des coalitions d'ouvriers.
Environ la moitié des maçons de la Creuse se dirigeaient vers la région parisienne et les départements périphériques comme la Marne et l'Aisne. La majorité des autres, surtout du sud de la Creuse allaient travailler à l'est vers Lyon, Saint-Étienne.
Durant leur voyage à pied vers Paris et le Nord-Est de la France, les maçons creusois, souvent pauvrement habillés et parlant entre eux dans la langue du pays (occitan limousin ou marchois selon leur village d'origine), étaient fréquemment raillés voire insultés par les paysans berrichons ou beaucerons qu'ils croisaient sur la route ou dans les auberges. Ainsi devaient-ils souvent répondre par les poings aux provocations qu'ils enduraient. Au XIXe siècle, afin d'améliorer leurs dons de bagarreurs, de nombreux maçons creusois participèrent à Paris à l'ouverture de salles d'entraînement à la boxe française que l'on nommait alors "salles de chausson". Souvent même, comme le rapporte Martin Nadaud dans Mémoires de Léonard, maçon de la Creuse, les ouvriers creusois se retrouvaient le soir, chez les uns et les autres, dans les taudis qu'ils habitaient, pour s'entraîner "sur le tas" à la boxe et au maniement de la canne.
Ces dons de boxeur aidèrent bien des maçons de la Creuse à se faire respecter lorsqu'ils cheminaient à travers la France, et en sauva beaucoup des voleurs de bourse. En effet, après leur « campagne » (leurs mois, voire leurs années, passés sur les chantiers), les maçons rentraient au pays les poches chargées de pièces, le salaire d'un long et dur labeur. Il était alors fréquent qu'ils soient attendus au détour d'un chemin creux ou à l'entrée d'un pont par des bandes de brigands qui leur subtilisaient leur butin. Chaque commune de la Creuse connaît un endroit où de telles scènes se sont produites. Mais parfois le maçon, qui s'était entrainé de longs mois à la boxe, parvenait à faire fuir les voleurs. Il rentrait alors immédiatement dans l'histoire locale.

## Les métiers des «maçons de la Creuse»
Le plus prestigieux des métiers est l'architecte, le responsable de la maîtrise d'œuvre des chantiers, c'est lui qui conçoit les bâtiments, établit les plans, les devis. Après l'architecte, le premier des ouvriers est le maître maçon. C'est lui qui organise le chantier en fonction des plans fournis par l'architecte. Il s'occupe d'approvisionner le chantier avec les matériaux nécessaires, il recrute les ouvriers (les garçons ou gouyats) dans les corps de métier voulus. Ainsi les maîtres maçons deviennent des entrepreneurs.

## Les apprentis
Le souvenir des « maçons de Paris » est associé à la construction, en hiver, de loges de berger en pierre sèche, encore visibles sur les communes de Saint-Goussaud et d'Arrènes dans la Creuse et de Jabreilles-les-Bordes en Haute-Vienne. On rapporte que la construction d'une loge servait de test d'aptitude aux jeunes apprentis désireux d'accompagner un maçon migrant.

## La hiérarchie chez les maçons
Voici ce qu’écrivait Louis Bandy de Nalèche (1828-1879), avocat et politicien libéral, dans son ouvrage « Les maçons de la Creuse » publié en 1859 :
« L’art de la maçonnerie n’a pas fait de sensibles progrès ; nous trouvons dans le Dictionnaire des arts et métiers de Lucotte, architecte, la nomenclature des ouvriers en bâtiment, qui en 1783 était exactement la même qu’aujourd’hui. La voici :
1. Le premier et le chef des ouvriers est l’architecte. Son emploi est de faire les plans et les élévations des bâtiments, d’en diriger tous les détails, de dresser les devis et marchés, et de régler les prix lorsque les ouvrages sont terminés. Dans les grands édifices, il est aidé ordinairement des contrôleurs, inspecteurs, sous-inspecteurs et autres architectes inférieurs.
2. Après l’architecte, le premier ouvrier est le maître maçon. Son emploi est de conduire la maçonnerie du bâtiment, suivant les plans et élévations qui lui sont donnés par l’architecte ou ses préposés, de fournir tous les matériaux, de les employer, d’en diriger l’économie, ce qu’on appelle entreprise.
3. Le deuxième ouvrier est le maître compagnon, homme de confiance et instruit dans l’art, qui agit pour les intérêts du maître maçon et en son absence. Son emploi est de donner tous les soins à la main-d’œuvre, de faire l’appel des ouvriers le matin et le soir, et son rôle pendant la journée, de donner des récépissés des matériaux à mesure qu’ils arrivent, d’emmagasiner et prendre soin des équipages et ustensiles, en un mot, de veiller à l’économie générale du bâtiment.
4. Le troisième est l’appareilleur. Son emploi est de construire les épures (dessins détaillés des voûtes), d’après les détails du maître maçon, d’appareiller les pierres et d’en fixer la dimension. Le prix de sa journée est d’environ 3 livres à Paris. Il est quelquefois aidé par ses compagnons ou garçons du tas, appareilleurs inférieurs ; le prix de la journée est moindre.
5. Le quatrième ouvrier est le tailleur de pierre. Son emploi est de tailler la pierre et de lui donner les formes qu’elle doit avoir, suivant les dimensions que lui a données l’appareilleur. Le prix de sa journée est depuis 35 jusqu’à 45 sous.
6. Le cinquième ouvrier est le poseur. Son emploi est de mettre en place les pierres, de les poser de niveau et à plomb, et d’en scier les joints lorsqu’il est nécessaire. Le prix de sa journée est d’environ 45 sous.
7. Le sixième ouvrier est le scieur de pierre dure. Son emploi est de scier les pierres dures à la scie sans dents, à raison de 4 à 5 sous le pied carré, pour les pierres ordinaires, et jusqu’à 10 sous pour les pierres de liais.
8. Le septième ouvrier est le scieur de pierre tendre. Son emploi est de scier les pierres tendres à la scie à dents. Prix de journée de 35 à 40 sous.
9. Le huitième ouvrier est le compagnon maçon. Son emploi est de construire les ouvrages en plâtre. Gain 40 sous par jour.
10. Le neuvième ouvrier est le limousin. Son emploi est de construire les ouvrages en mortier. Gain 36 sous par jour.
11. Le dixième et dernier ouvrier est le manœuvre. Son emploi est de faire les ouvrages bas et rudes et de servir les autres. Gain 25 et 30 sous par jour.
12. Ceux qui servent les maçons (un seul pour chacun) battent le plâtre, le passent, le gâchent et le portent aux maçons pour l’employer.
13. Ceux qui servent les poseurs, au nombre de deux ou trois pour chacun, les aident à porter, lever, rouler les pierres dans leur place.
14. Ceux qui sont employés aux chariots sont six pour les traîner et un ou deux suivent par derrière, chargés chacun d’eux d’une pince pour aller à la roue.
15. Ceux qui sont employés à barder les pierres, c’est-à-dire à les mettre en chantier et à les remuer, appelés bardeurs (onzième ouvrier), sont par bandes de trois ou quatre chacune, s’entraidant mutuellement, un d’eux conduisant la bande.
16. Ceux qui sont employés aux engins sont plus ou moins nombreux, suivant les besoins.
17. Un douzième ouvrier, employé par le maître maçon, et qui n’est appelé que lorsque le bâtiment est fini, est le toiseur. Son emploi et souvent son seul talent est de savoir toiser toutes les parties du bâtiment suivant les usages et la loi, d’en dresser les mémoires et d’y mettre des prix relatifs aux marchés et à l’espèce d’ouvrage. Le prix de son travail est ordinairement de 10 pour 1 000, mais un peu moins pour les grands édifices. »

## La chanson des maçons de la Creuse
La chanson a été écrite par Jean Petit dit Jan dau Boueix (1810-1880) entre 1855 et 1860. Originaire du village du Boueix, sur la commune de Puy-Malsignat, Jean Petit était tailleur de pierres puis entrepreneur.
Cette chanson était beaucoup chantée par les ouvriers creusois. Elle est devenue un hymne pour les Creusois. Il existe bien sûr plusieurs versions, celle reprise ci-dessous est celle donnée par Martin Nadaud dans son livre Mémoires de Léonard publié en 1895.
| La chanson des maçons de la Creuse | - On a fait des chansons De toutes les manières. Sur les joyeux garçons, Les guerriers, le bergers; Pour ne pas répéter Une chose ennuyeuse, Amis, je vais chanter Les maçons de la Creuse - Quand revient le printemps, Ils quittent leur chaumières, Laissant leurs grands-parents, Leurs enfants et leur mère, Cachant leur désespoir, Les filles amoureuses, S'en vont dire "au revoir", Aux maçons de la Creuse. - Les voilà tous partis, Pour faire leur campagne, On les voit à Paris, En Bourgogne en Champagne, Ils vont porter ailleurs, Leur vie aventureuse, Ce sont des travailleurs, Les maçons de la Creuse. - Tous les chemins de fer, Qui traversent la France, Et tous les ports de mer, Ont connu leur souffrance, Les canaux et les ponts, De la Seine à la Meuse, Pourraient citer les noms, Des maçons de la Creuse. | - Voyez le Panthéon, Voyez les Tuileries, Le Louvre et l'Odéon, Notre-Dame jolie, De tous ces monuments, la France est orgueilleuse, Elle en doit l'agrément, Aux maçons de la Creuse. - Au retour de l'hiver, Ils sont près de leurs belles, Les souffrances d'hier, S'oublient vite près d'elles, Et toute une saison, Les filles sont joyeuses, D'avoir à la maison, Un maçon de la Creuse. - L'auteur de la chanson, N'est pas un grand poète, C'est un garçon maçon, Buvant sa chopinette, Sans envier autrui, Sa vie s'écoule heureuse, Ils sont tous comme lui, Les maçons de la Creuse. |

## Maçons célèbres
- Étienne de Bonnuel de La Souterraine serait parti avec quelques compagnons en Suède vers 1287 construire la cathédrale d'Uppsala.
- Michel Villedo (1598-1667) commença sa carrière de maçon comme gâcheur de mortier sous le règne de Henri IV et termina général des œuvres de maçonnerie et des ouvrages de Sa Majesté sous Louis XIII et Louis XIV[10].
- Philippe Fougerolle (1806-1883) est un maçon de la Creuse originaire de Champagnat, qui a fondé l'entreprise de travaux publics Fougerolle en 1844[11]. Après fusion en particulier en 1992, Fougerolle appartient au groupe Eiffage.
- Jean Petit dit Jan dau Boueix (1810-1880), il composa sous le Second Empire la chanson des maçons de la Creuse. Jean Petit a été tailleur de pierres puis entrepreneur. Il était par ailleurs animateur d'association, coureur de courtilles et opposant républicain. La chanson est l'émanation de refrains antérieurs[9].
- Martin Nadaud, né le 17 novembre 1815 dans le hameau de la Martinèche, à Soubrebost proche de Bourganeuf, et mort le 28 décembre 1898 au même endroit, est un maçon, écrivain et homme politique creusois. À l'âge de 14 ans, Martin part à Paris avec son père, comme maçons de la Creuse. Il découvre alors les conditions de travail de ses semblables : journées de 12 à 13 heures, travaux dangereux sur les échafaudages, malnutrition, logements insalubres… Il réchappe lui-même à plusieurs accidents. À 19 ans, il est chef d'atelier. Il retrace cet exode qui marqua si fortement les modes de vie dans son livre Mémoires de Léonard, ancien garçon maçon .
- Pierre Mazière est né en 1847 à Saint-Amand et décédé en 1928 à Moutier-Rozeille. Cet ancien maçon de la Creuse à Paris, effectue une carrière politique : maire de Moutier-Rozeille en 1878, conseiller général de Felletin en 1886, député de l'arrondissement d'Aubusson en 1902 et enfin sénateur de la Creuse entre 1903 et 1921.
- Antonin Desfarges (1851-1941). Il commence sa carrière professionnelle comme maçon de la Creuse, puis petit entrepreneur. Il milite dans les organisations ouvrières entre 1867 et 1871. En 1871 il est arrêté pour sa participation à la Commune de Paris. En 1882 il est conseiller des Prud'hommes de Paris, il y représente la corporation des maçons, enfin il est le président du Conseil du bâtiment. En 1889 il se désiste aux élections législatives en faveur de Martin Nadaud. Puis il est député de la Creuse pendant 17 ans de 1893 à 1910 à Bourganeuf[12].
- Jean Jameton, né en Creuse en 1851, maçon émigré à Saint-Louis du Missouri, devenu entrepreneur il a introduit aux États-Unis la technique du béton armé.

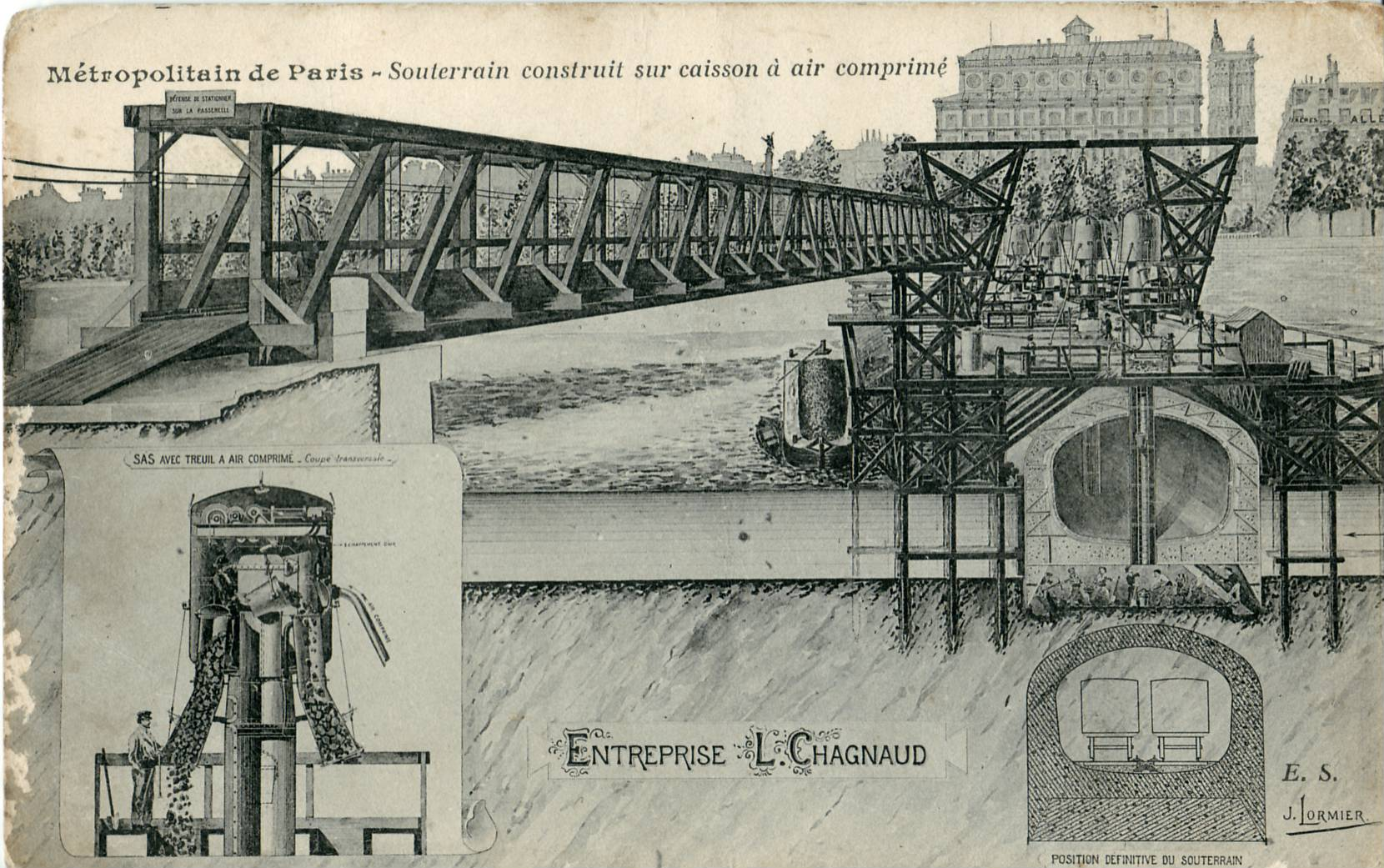
La traversée de la Seine par Léon Chagnaud en 1904.

- Émile Labussière est né en 1853 à Bénévent-l'Abbaye et décédé en 1924 à Perpignan, cet ancien maçon de la Creuse fut maire de Limoges[13].
- François Denhaut est né le 4 octobre 1877 à Champagnat, près d'Aubusson et décédé à Bellegarde-en-Marche en 1952. Ce maçon de la Creuse devint entrepreneur de travaux publics puis s'orienta vers l'aviation, il participa au début de l'aviation dans la Creuse. Il est reconnu comme l'inventeur des hydravions à coque flottante[14].
- Léon Chagnaud est né en 1866 au Bourg-d'Hem et décédé en 1930 à Champsanglard. Ce maçon de la Creuse est le fils d'un entrepreneur creusois. Il réalise seul ou en association des ouvrages de travaux publics. Il est en 1911 le président du syndicat des Entrepreneurs de travaux publics. En 1921 il est président de la Société centrale des ingénieurs civils. Entre 1921 et 1929 il est élu sénateur de la Creuse[15].
- Henri Connevot est né en 1873 à Moutier-Rozeille et décédé en 1938. Cet ancien maçon de la Creuse fut député puis sénateur radical-socialiste de la Creuse et maire de la commune de Moutier-Rozeille entre 1925 à 1929.
- Félix Baudy (18 septembre 1881 à Royère-de-Vassivière - 20 avril 1915 à Flirey) est un soldat français, maçon dans le civil, connu pour avoir été un soldat fusillé pour l'exemple pendant la Première Guerre mondiale. Il était incorporé au  63e RI, 5e Cie. Ce militant du syndicat des ouvriers maçons de Lyon, affilié à la Confédération générale du travail fondée à Limoges en 1895, était un maçon de la Creuse travaillant habituellement sur les chantiers de Lyon[16].
- L'entreprise de maçonnerie Lefaure et Rigaud a été fondée à Paris en 1892 par des maçons creusois. En 2018, elle est encore active et emploie une centaine de salariés.

## Descendance
- Léon XIV (1955 - ), 267e Pape de l'Église catholique, élu le 8 mai 2025, serait descendant de maçons creusois par un arrière-arrière-arrière grand-père de Gargilesse-Dampierre[17]